# 烏俄邊界圍欄

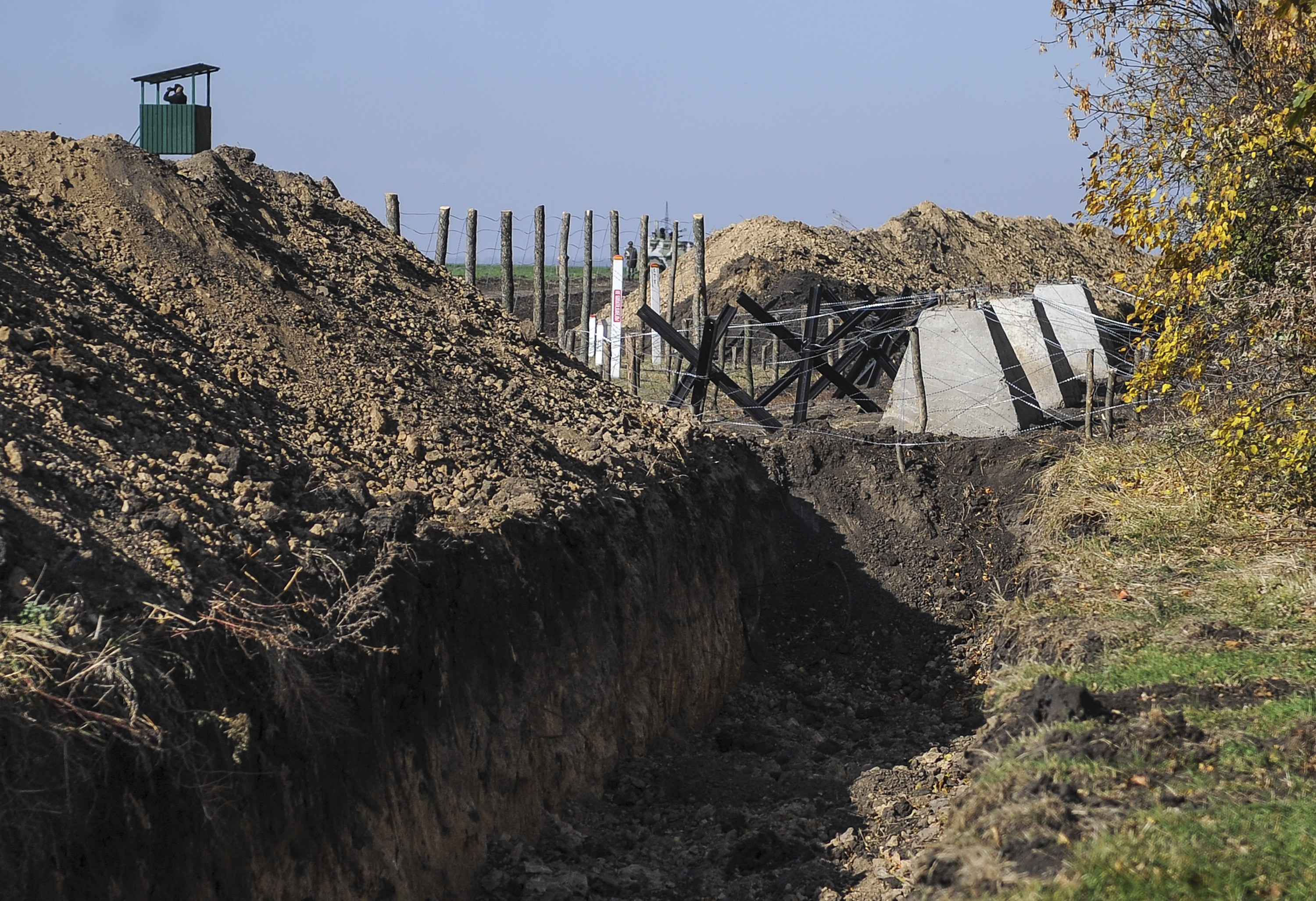
烏俄邊界圍欄，攝於2014年

烏俄邊界圍欄，也被称为乌克兰墙或欧洲墙，是乌克兰在俄烏邊境上興建的的边界屏障。乌方表示建造该项目的目的是為防止俄罗斯对乌克兰再进行類似在烏國東部的军事干预。2014年9月3日，乌克兰前总理阿爾謝尼·亞采紐克發表了该项目的方案，項目在2015年正式開始建设，2020年6月，乌克兰国家边防卫队预计项目将于2025年完工。
2022年2月24日，由于俄罗斯入侵乌克兰的關係，當局暫停圍欄的建设。

## 历史
继2014年俄罗斯对乌克兰東部进行军事干预后，同年6月，乌克兰政治家和商业巨头伊戈尔·科洛莫伊斯基建议乌克兰政府应在与俄罗斯接壤的边境修建隔离墙。2014年9月3日，总理阿爾謝尼·亞采紐克宣布乌克兰将加强与俄罗斯的边界。乌克兰反恐部队司令部表示，“已经规划了两条防线，其主要目标是防止敌人渗透到乌克兰境内”。据亞采紐克的说法，该项目是爲了“切断俄罗斯对东部地区叛乱分子武裝力量上的支持”以及获得欧盟对乌克兰的免签证制度。项目于2014年9月10日正式启动。
2014年9月12日，乌克兰内阁拨款1亿赫里夫尼亞，款項是用于在与俄罗斯接壤的边境和赫爾松州与克里米亚（暫時被俄羅斯占領）接壤的边境建设防御工事。 2015年3月18日，乌克兰政府再拨8.65亿格里夫纳在乌俄边境修筑防御工事。2015年4月10日，波兰撥出1亿美元的贷款，以用于波蘭本國能源部门的现代化和改善乌克兰的外部边界。
截至2015年5月，哈爾科夫州與俄罗斯接壤的边境地區的围墙防御系统正在建造中。该项目计划于2018年完成。
2015年8月20日，乌克兰當局宣佈他們已完成圍欄整體的10%，當中完成了反坦克戰壕40公里，铁丝网圍欄180公里以及500个其他防御工事。目前，分配的3亿格里夫纳中有1.39亿已用于修建邊境圍欄，另外4.6亿格里夫纳已编入2016年的预算。
2017年8月，本計劃用於邊境圍欄的大量资金被滥用甚至被盗的消息曝光。国家反腐局宣布逮捕了几名参与边境防御工事建设的人。
2020年6月5日，乌克兰国家边防局表示，截至2020年5月底，隔离墙项目已完成40% 自2015年以来，项目已花费6360万美元，边防局预计该项目将于2025年完成。
乌克兰国家边防局局长塞爾希·代內科于2021年5月5日表示他們已完成了400公里的反坦克战壕，100公里的围栏以及70公里的铁丝网。据他介绍，边防人员正在完成哈尔科夫州边境的工作，部分工作在切爾尼戈夫州进行，一个地点在盧甘斯克州完成，而在蘇梅州，目前只有设计和勘察工作正在进行中。
2022年2月24日，俄羅斯全面入侵烏克蘭，隔离墙的建设也因而暂时停止。